# چشمه شیرین شاه احمد
چشمه شیرین شاه احمد، روستایی از توابع بخش کلات شهرستان آبدانان در استان ایلام ایران است.

## جمعیت
این روستا در دهستان آب‌انار قرار دارد و براساس سرشماری مرکز آمار ایران در سال ۱۳۸۵، جمعیت آن ۳۳ نفر (۴خانوار) بوده‌است.